# Yomiuri Football Club 1982
Questa voce raccoglie le informazioni riguardanti lo Yomiuri Football Club nelle competizioni ufficiali della stagione 1982.

## Stagione
Immediatamente eliminato dalla Coppa di Lega, in campionato lo Yomiuri mostrò un rendimento piuttosto discontinuo pareggiando numerose gare nel girone di andata e concludendo al quinto posto. Al termine della stagione la squadra cercò un riscatto in coppa nazionale, ma subì un'eliminazione in semifinale per mano dei vincitori della seconda divisione dello Yamaha Motors.

## Maglie e sponsor
La Puma modifica i colori della divisa impiegata per le gare esterne, che da rosso e blu passa al nero e celeste.
| Manica sinistra · Manica sinistra · Maglietta · Maglietta · Manica destra · Manica destra · Pantaloncini · Calzettoni | Manica sinistra · Manica sinistra · Maglietta · Maglietta · Manica destra · Manica destra · Pantaloncini · Calzettoni |  |

## Rosa
| N. |                     | Ruolo | Calciatore              |
| -- | ------------------- | ----- | ----------------------- |
| 1  | Giappone (bandiera) | P     | Kiyoshi Takada          |
| 2  | Giappone (bandiera) | P     | Yoshio Nakayama         |
| 3  | Giappone (bandiera) | D     | Yasutarō Matsuki        |
| 4  | Brasile (bandiera)  | D     | Jorge Toledo            |
| 5  | Giappone (bandiera) | D     | Hisashi Katō            |
| 6  | Giappone (bandiera) | C     | Yukitaka Omi (Capitano) |
| 7  | Brasile (bandiera)  | C     | Jair Masaoka            |
| 8  | Brasile (bandiera)  | C     | Ruy Ramos               |
| 9  | Brasile (bandiera)  | A     | George Yonashiro        |
| 10 | Brasile (bandiera)  | C     | Faiçal                  |
| 11 | Giappone (bandiera) | A     | Masato Ōtomo            |

| N. |                     | Ruolo | Calciatore        |
| -- | ------------------- | ----- | ----------------- |
| 12 | Giappone (bandiera) | A     | Ryusuke Ofuchi    |
| 13 | Giappone (bandiera) | C     | Takekazu Suzuki   |
| 14 | Giappone (bandiera) | C     | Tetsuya Totsuka   |
| 15 | Giappone (bandiera) | C     | Kazuaki Hamaguchi |
| 16 | Giappone (bandiera) | A     | Shoji Wago        |
| 18 | Giappone (bandiera) | C     | Takahiro Taguchi  |
| 19 | Giappone (bandiera) | D     | Yasuyuki Kishino  |
| 20 | Giappone (bandiera) | D     | Takuro Okuda      |
| 21 | Giappone (bandiera) | D     | Satoshi Tsunami   |
| 22 | Giappone (bandiera) | A     | Yasuo Ueshima     |

## Statistiche

### Statistiche di squadra
| Competizione          | Punti | Totale | Totale | Totale | Totale | Totale | Totale | DR |
| Competizione          | Punti | G      | V      | N      | P      | Gf     | Gs     | DR |
| --------------------- | ----- | ------ | ------ | ------ | ------ | ------ | ------ | -- |
| JSL Division 1        | 17    | 18     | 4      | 9      | 5      | 16     | 20     | -4 |
| JSL Cup               | -     | 1      | 0      | 0      | 1      | 1      | 3      | -2 |
| Coppa dell'Imperatore | -     | 3      | 2      | 0      | 1      | 3      | 3      | 0  |
| Totale                | -     | 22     | 7      | 9      | 7      | 22     | 26     | -4 |